# Eesti tippmodell (mùa 3)
Mùa thứ ba của Eesti tippmodell được dựa theo America's Next Top Model của Tyra Banks. Liisi Eesmaa, Toomas Volkmann và Urmas Väljaots vẫn là giám khảo của chương trình. Đây là mùa đầu tiên có thí sinh nam tham gia. Mùa giải bắt đầu phát sóng vào ngày 4 tháng 12 năm 2014.
Điểm đến quốc tế của mùa này là Milano dành cho top 4 (Aule, Gerili, Henrik & Jekaterina).
Người chiến thắng trong cuộc thi là Aule Õun, 16 tuổi từ Karksi-Nuia. Cô giành được giải thưởng gồm một hợp đồng người mẫu với Major Model Management ở Paris, được bao gọn chi phí tại Paris từ quản lí đào tạo người mẫu Topmodels của Paolo Moglia, lên ảnh bìa tạp chí Cosmopolitan, một chuyến đi tới Luân Đôn cho 2 người được tài trợ bởi Triobet.

## Các thí sinh
(Tuổi tính từ ngày dự thi)
| Thí sinh | Thí sinh             | Tuổi | Chiều cao               | Quê quán    | Bị loại ở | Hạng |
| -------- | -------------------- | ---- | ----------------------- | ----------- | --------- | ---- |
|          | Hanna-Maria Sell†    | 16   | 1,75 m (5 ft 9 in)      | Haapsalu    | Tập 2     | 12   |
|          | Kristina Trees       | 16   | 1,74 m (5 ft 8+1⁄2 in)  | Hummuli     | Tập 3     | 11   |
|          | Mona Kattel          | 19   | 1,70 m (5 ft 7 in)      | Paide       | Tập 4     | 10   |
|          | Hristina Parimskaja  | 17   | 1,72 m (5 ft 7+1⁄2 in)  | Põlvamaa    | Tập 5     | 9    |
|          | Stefani Kask         | 20   | 1,70 m (5 ft 7 in)      | Tallinn     | Tập 7     | 8    |
|          | Kevin Sarapuu        | 18   | 1,87 m (6 ft 1+1⁄2 in)  | Tallinn     | Tập 8     | 7    |
|          | Sandro Pullakbutu    | 22   | 1,82 m (5 ft 11+1⁄2 in) | Tartu       | Tập 11    | 6    |
|          | Gerili Narusing      | 18   | 1,75 m (5 ft 9 in)      | Karksi-Nuia | Tập 12    | 5    |
|          | Hendrik Adler        | 24   | 1,86 m (6 ft 1 in)      | Saaremaa    | Tập 14    | 4–2  |
|          | Jekaterina Bulgarina | 21   | 1,77 m (5 ft 9+1⁄2 in)  | Tallinn     | Tập 14    | 4–2  |
|          | Liise Hanni          | 16   | 1,78 m (5 ft 10 in)     | Pärnu       | Tập 14    | 4–2  |
|          | Aule Õun             | 16   | 1,74 m (5 ft 8+1⁄2 in)  | Karksi-Nuia | Tập 14    | 1    |

## Thứ tự gọi tên
| 1  | Liise       | Mona       | Hendrik    | Jekaterina | Jekaterina  | Hendrik    | Liise      | Jekaterina   | Gerili     | Jekaterina | Aule                     |  |  |  |  |  |  |  |  |  |  |  |  |  |  |
| 2  | Mona        | Kevin      | Liise      | Sandro     | Liise       | Jekaterina | Jekaterina | Hendrik      | Jekaterina | Aule       | Hendrik Jekaterina Liise |  |  |  |  |  |  |  |  |  |  |  |  |  |  |
| 3  | Sandro      | Hristina   | Stefani    | Gerili     | Hendrik     | Gerili     | Gerili     | Aule         | Hendrik    | Hendrik    | Hendrik Jekaterina Liise |  |  |  |  |  |  |  |  |  |  |  |  |  |  |
| 4  | Hendrik     | Hendrik    | Aule       | Aule       | Kevin       | Aule       | Sandro     | Gerili       | Liise      | Liise      | Hendrik Jekaterina Liise |  |  |  |  |  |  |  |  |  |  |  |  |  |  |
| 5  | Jekaterina  | Liise      | Gerili     | Liise      | Sandro      | Sandro     | Aule       | Liise Sandro | Aule       | Gerili     |                          |  |  |  |  |  |  |  |  |  |  |  |  |  |  |
| 6  | Kevin       | Aule       | Hristina   | Hendrik    | Stefani     | Kevin      | Hendrik    | Liise Sandro | Sandro     |            |                          |  |  |  |  |  |  |  |  |  |  |  |  |  |  |
| 7  | Hristina    | Sandro     | Kevin      | Stefani    | Aule Gerili | Liise      | Kevin      |              |            |            |                          |  |  |  |  |  |  |  |  |  |  |  |  |  |  |
| 8  | Stefani     | Jekaterina | Jekaterina | Kevin      | Aule Gerili | Stefani    |            |              |            |            |                          |  |  |  |  |  |  |  |  |  |  |  |  |  |  |
| 9  | Gerili      | Gerili     | Sandro     | Hristina   |             |            |            |              |            |            |                          |  |  |  |  |  |  |  |  |  |  |  |  |  |  |
| 10 | Aule        | Stefani    | Mona       |            |             |            |            |              |            |            |                          |  |  |  |  |  |  |  |  |  |  |  |  |  |  |
| 11 | Kristina    | Kristina   |            |            |             |            |            |              |            |            |                          |  |  |  |  |  |  |  |  |  |  |  |  |  |  |
| 12 | Hanna-Maria |            |            |            |             |            |            |              |            |            |                          |  |  |  |  |  |  |  |  |  |  |  |  |  |  |

     Thí sinh bị loại
     Thí sinh không bị loại khi rơi vào cuối bảng
     Thí sinh chiến thắng cuộc thi
- Tập 1 là tập casting.
- Trong tập 6, không ai bị loại.
- Trong tập 9, mặc dù Liise & Sandro có những bức ảnh tệ nhất tuần nhưng họ đã quyết định không loại ai hết. Thay vào đó, họ sẽ không được đi tới Milano của tập sau như một hình phạt.
- Trong tập 10, không có buổi loại trừ mà chỉ có Milan Fashion Week diễn ra vào tuần đó.
- Tập 13 là tập ghi lại khoảnh khắc từ đầu cuộc thi.

### Buổi chụp hình
- Tập 1: Tạo dáng với chó theo nhóm trong ảnh trắng đen (casting)
- Tập 2: Tạo dáng với xe đua Opel
- Tập 3: Tạo dáng với trẻ vị thành niên
- Tập 4: Thời trang 1960 với xe mui trần cổ điển
- Tập 5: Đón mừng giáng sinh theo cặp
- Tập 6: Ảnh quảng cáo giày trên tảng băng trôi
- Tập 7: Ảnh thời trang gây ảo ảnh thị giác
- Tập 8: Phong cách Rococo
- Tập 9: Ảnh chân dung trắng đen với 1 phụ kiện
- Tập 10: Ảnh quảng cáo kem Magnum
- Tập 11: Trang phục Geisha & Taikomochi bẳng sữa; Trang biên tập cho tạp chí Cosmopolitan
- Tập 12: Tạo dáng với vải ở dưới mặt nước; Hóa thân thành người nổi tiếng
- Tập 14: Ảnh bìa tạp chí Cosmopolitan